# Peter Vonhof
Peter Vonhof, född den 15 januari 1959 i Berlin, Tyskland, är en västtysk tävlingscyklist som tog OS-guld i lagförföljelsen vid olympiska sommarspelen 1972 i München och återupprepade detta fyra år senare 1976 i Montréal. 